# كين رايت (سياسي)
كين رايت (بالإنجليزية: Ken Wright)‏ هو سياسي أسترالي، ولد في 6 سبتمبر 1925. انتخب عضو المجلس التشريعي الفيكتوري.